# Let the Dominoes Fall
Let the Dominoes Fall — седьмой полноформатный студийный альбом  панк-группы Rancid, выпущен 2 июня 2009 года на лейбле Hellcat Records. Группа начала работать над альбомом ещё в 2004, но не представляла ни одной песни из альбома до 2008, когда они заявили что работают над материалом в сотрудничестве с продюсером группы Bad Religion Бреттом Гурвитцом.
Трек "The Bravest Kids" прозвучал в игре NHL 2010.

## Список композиций
Слова и музыка всех песен — Rancid.
| №                   | Название                                 | Длительность |
| ------------------- | ---------------------------------------- | ------------ |
| 1.                  | «East Bay Night (Rancid)»                | 2:05         |
| 2.                  | «This Place (Rancid)»                    | 1:03         |
| 3.                  | «Up to No Good (Rancid, Brett Gurewitz)» | 2:40         |
| 4.                  | «Last One to Die (Rancid)»               | 2:23         |
| 5.                  | «Disconnected (Rancid)»                  | 2:00         |
| 6.                  | «I Ain't Worried (Rancid)»               | 2:36         |
| 7.                  | «Damnation (Rancid)»                     | 1:30         |
| 8.                  | «New Orleans (Rancid)»                   | 3:04         |
| 9.                  | «Civilian Ways (Randid)»                 | 4:11         |
| 10.                 | «The Bravest Kids (Rancid)»              | 1:36         |
| 11.                 | «Skull City (Rancid)»                    | 2:51         |
| 12.                 | «LA River (Rancid)»                      | 2:35         |
| 13.                 | «Lulu (Rancid)»                          | 2:11         |
| 14.                 | «Dominoes Fall (Rancid)»                 | 2:43         |
| 15.                 | «Liberty and Freedom (Rancid)»           | 2:45         |
| 16.                 | «You Want It, You Got It (Rancid)»       | 1:36         |
| 17.                 | «Locomotive (Rancid)»                    | 1:38         |
| 18.                 | «That's Just the Way It Is Now (Rancid)» | 2:52         |
| 19.                 | «The Highway (Rancid)»                   | 3:10         |
| Общая длительность: | Общая длительность:                      | 46:16        |

## Места в чартах
| Чарт (2009)                                   | Место |
| --------------------------------------------- | ----- |
| ARIA Albums Chart (Австралия)                 | 31    |
| Финские Чарты                                 | 29    |
| Recording Industry Association of New Zealand | 32    |
| Sverigetopplistan (Швеция)                    | 27    |
| The Official Charts Company (Великобритания)  | 41    |
| Billboard 200 (США)                           | 11    |

## Участники записи
- Тим Армстронг - вокал, гитара
- Ларс Фредерикстен - вокал, гитара
- Мет Фримен - бас-гитара
- Бренден Стеинкерт - барабан